# Resolutie 618 Veiligheidsraad Verenigde Naties
Resolutie 618 van de Veiligheidsraad van de Verenigde Naties werd als tweede resolutie van vergadering 2822 unaniem aangenomen op 29 juli 1988.

## Achtergrond
Na de Israëlische inval in Zuid-Libanon eind jaren 1970 stationeerden de Verenigde Naties de tijdelijke VN-macht UNIFIL in de streek. Die moest er de vrede handhaven tot de Libanese overheid haar gezag opnieuw kon doen gelden.
Op 17 februari 1988 verdween de Amerikaan William Higgins, die aan het hoofd stond van de VN-waarnemersgroep in Libanon, terwijl hij op de kustsnelweg reed. Hij werd ontvoerd door Hezbollah, die hem martelden en uiteindelijk ophingen. Hij werd in juli 1990 dood verklaard, en zijn lichaam werd in december 1990 teruggevonden in Beiroet.

## Inhoud
De Veiligheidsraad:
- Neemt akte van paragraaf °23 in het rapport van de secretaris-generaal over UNIFIL, met de veroordeling van de ontvoering van luitenant-kolonel William Richard Higgins, een waarnemer van de VN-bestandtoezichtsorganisatie.
- Herinnert aan het speciale rapport van de secretaris-generaal over UNIFIL.
- Herinnert aan resolutie 579 waarin alle gijzelingen en ontvoeringen werden veroordeeld.

1. Veroordeelt de ontvoering van Higgins en eist zijn onmiddellijke vrijlating.
2. Roept lidstaten op om hun invloed aan te wenden ten behoeve van de uitvoering van deze resolutie.

## Verwante resoluties
- Resolutie 638 Veiligheidsraad Verenigde Naties (1989)

Lijst ·  607 ·  608 ·  609 ·  610 ·  611 ·  612 ·  613 ·  614 ·  615 ·  616 ·  617 ·  618 ·  619 ·  620 ·  621 ·  622 ·  623 ·  624 ·  625 ·  626